# Joseph Morel
Pour les articles homonymes, voir Morel.
Pierre Joseph Dominique Guillaume Morel, né le 15 mars 1763 à Lansargues (Hérault), mort le 28 avril 1834 à Lansargues (Hérault), est un militaire français de la Révolution et de l'Empire.

## États de service
Il entre en service le 8 juin 1793, comme chef de bataillon dans le 7e bataillon de volontaires de l’Hérault, embrigadé en l’an II dans la 12e demi-brigade provisoire, incorporée le 23 novembre 1796, dans la 18e demi-brigade d’infanterie légère. 
Il fait avec distinction les guerres de 1793 à l’an III, à l’armée des Pyrénées orientales, et il est blessé d’un coup de feu à la tête le 17 novembre 1794, à la prise des redoutes de Figuièras. De l’an IV à l’an XII, il sert successivement aux armées d’Italie, d’Angleterre, d’Helvétie et de Batavie. 
Il est nommé major du 8e régiment d’infanterie légère le 22 décembre 1803, et il rejoint son corps à Nice, où il reçoit la croix de chevalier de la Légion d’honneur le 25 mars 1804. Il est promu colonel le 1er février 1805, du 25e régiment d’infanterie légère, et c’est à la tête de ce régiment qu’il fait les campagnes d’Autriche en 1805, de Prusse et de Pologne en 1806 et 1807. Incorporé dans la 3e division du 6e corps de la Grande Armée, il se signale le 4 novembre 1805, à la prise de la forteresse de Scharnitz dans le Tyrol, où il est blessé, et le 16 novembre à la prise de Clausen et Brixen. Sa conduite durant cette campagne lui mérite la croix de commandeur de la Légion d’honneur le 25 décembre 1805. 
Membre du collège électoral de l’Hérault le 26 juillet 1806, il se trouve en octobre et novembre 1806, au blocus et au bombardement de Magdebourg, ainsi qu’à la prise de Thorn le 6 décembre de la même année. Le 3 février 1807, il se trouve au combat d’Allenstein, et le 5 février à celui de Deppen. À l’affaire qui a lieu le 23 février, il a l’épaule droite fracassée par un coup de mitraille, et cette blessure ne lui permettant plus de continuer un service actif, il est admis à la retraite le 26 juin 1807. Il est créé baron de l’Empire le 2 août 1808.
Il meurt le 28 avril 1834, à Lansargues.

## Dotation
- Dotation de 4 000 francs de rente annuelle sur les biens réservés en Westphalie le 17 mars 1808.

## Armoiries
| Figure | Nom du baron et blasonnement |
| ------ | --- |
|        | Armes du baron Pierre Joseph Dominique Guillaume Morel et de l'Empire, décret du 19 mars 1808, lettres patentes du 2 août 1808, commandeur de la Légion d'honneur De gueules; à la bande vinrée d'or, une épée d'argent, la pointe en haut, posée en barre brochant sur la bande, quartier des barons militaires à la filière d'argent, brochant sur le tout. Livrées : rouge, jaune et blanc. |

## Sources
- A. Lievyns, Jean Maurice Verdot, Pierre Bégat, Fastes de la Légion-d'honneur, biographie de tous les décorés accompagnée de l'histoire législative et réglementaire de l'ordre, Tome 4, Bureau de l’administration, 1844, 640 p. (lire en ligne), p. 393.
- « La noblesse d’Empire » (consulté le 20 juin 2017)
- Vicomte Révérend, Armorial du premier empire, tome 3, Honoré Champion, libraire, Paris, 1897, p. 282.
- Auguste Dide, La Révolution française: revue d'histoire moderne et contemporaine, Volume 16, Charavay frères, 1889, p. 263.